# レイマリン
レイマリン（英語：Raymarine）は、イギリスの海洋電子機器メーカー。イングランド・ポーツマスを拠点とするマリンエレクトロニクスの企業で、主に商船や小型船舶を中心とする電子機器の主要サプライヤーである。

## 歴史

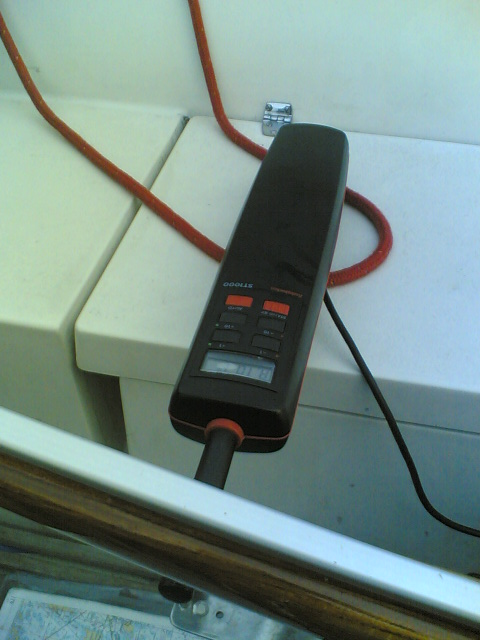
小型ボートに設置された方位と船速を指定できる自動操船用ティラーパイロット（チラーハンドル）

アメリカの防衛産業メーカーであるレイセオンの一部門として、1923年に最初の音響測深装置を発売したのが同社の起源となる。
1958年、レイセオン社はアペルコ（Apelco）社を買収し、製品ラインアップと市場シェアの拡大に成功する。
1974年、イギリス生まれの発明家であり、長年船乗りを務めたデレク・フォーセット（Derek Fawcett）が小型船向けの自動操縦装置を開発するナウテック（Nautech）を設立。オートヘルム（Autohelm）ブランドとして自動操縦装置（現ティラーパイロットの前身）を販売し、このシステムが大成功を収めたことで、同社はより多くのシステム開発を行っている。1989年にはフォーセットは、オートヘルムの各装置が船上計器と1本のケーブルで通信可能なデジタル通信プロトコルとなる「SeaTalk」ネットワーク（現代のNMEA 0183およびNMEA 2000規格の前身）を開発している。
1990年にレイセオンはナウテックを買収しており、主にアメリカに拠点を置くレイセオンがナウテックが抱えていた欧州での流通網を活用し、欧州各地にレーダーの販路を拡大している。
レイセオンブランドとして販売を行っていたが、1993年と1998年の会社組織の再編により、レイマリンが誕生する。
2001年1月、プライベート・エクイティ・ファームであるHg社が支援するマネジメント・バイアウトによりこの部門が買収されたことでブランド名を社名に冠した「Raymarine」社が設立された。2004年12月、レイマリンはロンドン証券取引所に上場しHgの投資額は4倍となっている。
2005年、レイマリンは単独世界最速の世界一周記録を残したイギリス人女性であるエレン・マッカーサーを協賛。
2007年から2008年にかけて起きた世界金融危機は、レイマリンを含む海事産業にも大きな打撃を与えており、2010年5月、レイマリンは倒産の危機に陥ったことで管財人の管理下に置かれており、その後、テレダイン・レクロイによって買収された
。